# Chinします?
『Chinします?』（チンします?）は、矢也晶久による日本の漫画作品。

## 登場人物
はずみ
コンビニ店の娘。機械音痴。
コボーズ
本名、絽房巧。
源将子
はずみのクラスメイト。
ランチ
ネコ。
福音梁次
山の手暴力団福音組三代目。
れいら
幽霊。
はっぴゅー伊政
若頭。
お響
ナース。
政子
伊政の娘。
川中島清春
物産会社専務。
森乙小夜

絽房進
コボーズの兄。
春臣
はずみの祖父。

## 単行本
- 矢也晶久 『Chinします?』 集英社〈ヤングジャンプ・コミックス〉、全2巻
  1. 1991年6月25日発行、ISBN 4-08-875031-4
  2. 1991年9月24日発行、ISBN 4-08-875032-2